# Mussismilia harttii
É uma espécie de corais pertencentes a família Mussidae do gênero Mussismilia.

## Descrição
Esta espécie apresenta os cálices separados, de forma dicotômica, sem formar ramos laterais. Três diferentes variações morfológicas são descritas por Laborel (1969a), as variedades laxa, intermédia e confertifolia.
Esta espécie apresenta os cálices separados, de forma dicotômica, sem formar ramos laterais. Três diferentes variações morfológicas são descritas por Laborel (1969a)como as variedades laxa, intermédia e confertifolia. A variedade laxa tem os cálices bastante separados e caracteriza os ambientes de águas mais calmas. A variedade confertifolia apresenta os cálices pouco separados e é comumente encontrada em águas mais agitadas e, a variedade intermédia, abrange todas as formas que não apresentam as características extremas das variedades laxa e confertifolia. A colônia viva apresenta coloração variada em tons de cinza, amarelo, verde e marrom, também apresenta características arcaicas tendo afinidade com espécies presentes no período Terciário da bacia sedimentar do Mediterrâneo.

## Habitat
É facilmente encontrada no ambiente marinho, desde o estado do Rio Grande do Norte até o Espírito Santo, em Pernambuco está localizada no Cabo de Santo Agostinho, Arquipélago de Fernando de Noronha e Tamandaré. Ocorre em águas rasas (2 a 3 m), resistindo bem à turbidez moderada e, também, registrada em águas mais profundas (15 a 30 m e ocasionalmente 80 m). É um construtor primário nos recifes da costa do estado de Pernambuco, onde a Mussismilia braziliensis está ausente.

## População
Esta espécie é particularmente susceptíveis ao branqueamento, doenças e outras ameaças. O branqueamento de corais é definido como a perda de sua coloração em decorrência da eliminação total ou parcial da zooxantela (algas simbióticas) ou dos seus pigmentos (Brown, 1997; Douglas, 2003). Entretanto, em estudos experimentais, alguns autores revelam que o branqueamento de corais pode ser induzido por múltiplos fatores tais como: temperaturas extremas, alta radiação, escuridão prolongada e presença de metais pesados (Brown, 1997; Douglas, 2003; Baird et al., 2008). No Brasil, o fenômeno de branqueamento de corais parece coincidir com o aquecimento dos oceanos durante a ocorrência de eventos El Niño, evidenciando que variações da temperatura das águas superficiais do mar afetam os ecossistemas tropicais, particularmente os recifes de coral (Castro and Pires 1999; Kikuchi et al., 2003; Leão et al., 2003; Oliveira et al., 2004). O branqueamento da M. harttii é causado devido a anomalia térmica, segundo experimentos realizados.

## Reprodução
O potencial evolutivo pode depender do rápido tempo de geração, de grandes populações com reprodução sexuada e do ritmo e tempo de seleção (Mydlarz et al., 2010). O ciclo gametogênico de M. hartti é anual, liberando os gametas para fecundação externa (Pires et. al., 1999). Após a fertilização num intervalo de 3 a 12 dias é possível a visualização de pólipos fundadores. Seu ciclo de vida apresenta uma fase larval breve até encontrar um substrato propício para seu assentamento e recrutamento.